# Antodice
Antodice is een kevergeslacht uit de familie van de boktorren (Cerambycidae). De wetenschappelijke naam van het geslacht werd voor het eerst geldig gepubliceerd in 1864 door Thomson.

## Soorten
Antodice omvat de volgende soorten:
- Antodice abstrusa Lane, 1940
- Antodice aureicollis Martins & Galileo, 1985
- Antodice chemsaki McCarty, 2006
- Antodice chiapasensis McCarty, 2006
- Antodice cretata Bates, 1872
- Antodice eccentrica Galileo & Martins, 1992
- Antodice exilis Chemsak & Noguera, 1993
- Antodice fasciata Linsley, 1935
- Antodice inscripta Lane, 1970
- Antodice juncea Bates, 1881
- Antodice kyra Martins & Galileo, 1998
- Antodice lenticula Martins & Galileo, 1985
- Antodice lezamai McCarty, 2006
- Antodice mendesi Lane, 1940
- Antodice micromacula Galileo & Martins, 2008
- Antodice neivai Lane, 1940
- Antodice nympha Bates, 1881
- Antodice opena Martins & Galileo, 2004
- Antodice picta (Klug, 1825)
- Antodice pinima Martins & Galileo, 1998
- Antodice pudica Lane, 1970
- Antodice quadrimaculata Martins & Galileo, 2004
- Antodice quinquemaculata Lane, 1970
- Antodice sexnotata Franz, 1959
- Antodice spilota Martins & Galileo, 1998
- Antodice suturalis Galileo & Martins, 1992
- Antodice tricolor Martins & Galileo, 1985
- Antodice venustula Lane, 1973